# Frank Deroche
Pour les articles homonymes, voir Deroche.
Œuvres principales
- Effets secondaires
- Bio
- Euphorie

Frank Deroche, né le 4 octobre 1974, est un romancier français.

## Biographie
Après une thèse de doctorat consacrée à la littérature décadente, il publie en 2002 Effets secondaires aux éditions Le Dilettante, courte fiction suivie l'année d'après, chez le même éditeur, de La queue du faisan frôle les pivoines, roman influencé par le manga et l'art du haïku. Paraîtront ensuite, au Rocher, Les Paroles de Billie Jean (2007), histoire d'une recherche en paternité inspirée par la chanson de Michael Jackson, et Le Chien endormi, œuvre plus onirique. En 2011, les éditions Gallimard publient Bio, variation sarcastique sur le thème de l'écologie, que Deroche dédie aux « moches » et que la critique accueille avec enthousiasme. Toujours chez Gallimard paraît au printemps 2012 son sixième roman, Euphorie, où il ressuscite Jeanne Calment. Le corps, le désir, la fuite du temps sont autant de thèmes qui traversent ses livres.

## Œuvres

### Effets secondaires
« Pendant longtemps, j'ai été malade pour intéresser les autres. Maintenant, je ne le serai plus que pour ceux qui s'intéressent à moi. »

 ainsi parle le narrateur de cette fiction de 158 pages publiée en 2002 par Le Dilettante. Journal d'un hypocondriaque (une cinquantaine de noms de médicaments sont cités en name dropping), ce premier roman prend la forme d'une longue lettre adressée à Étienne de La Boétie. D'après Pascal Paillardet, Effets secondaires "réhabilite la poésie de la pastille et de la gélule, d'ordinaire injustement confinées dans la prose malingre de la notice médicale ou de l'ordonnance". Illustré par Robert Massin, le livre reçoit un accueil critique contrasté. Salué par Télérama pour sa "langue harmonieuse et maîtrisée", "pur exercice d'écriture" pour Jean-Claude Perrier, il est d'après Bernard Quiriny "le dernier prototype d'une longue dynastie de fanfarons érudits", et Deroche "entre en littérature comme un pied tendre dans un saloon avec des blagues Carambar plein les poches". Le roman paraît en Italie chez Azimut sous le titre Effetti Collaterali.

### La queue du faisan frôle les pivoines
Plus classique dans sa structure qu'Effets secondaires (même si chaque chapitre se voit résumé en un haïku liminaire), La queue du faisan frôle les pivoines (2003) explore les séquelles d'un amour incestueux. Orphelin depuis le naufrage d'un bateau de croisière dans les eaux scandinaves, Shitâ erre dans les rues d'un    Tokyo aux couleurs de manga, essayant d'oublier Taéko, sa tante, tutrice aussi bien qu'initiatrice. "Rouge sang et noir comme neige", pour François Angelier le livre est un "conte burlesque où le malaise cousine avec le ricanement."

### Les Paroles de Billie Jean
Publié en 2007 aux Éditions du Rocher, Les Paroles de Billie Jean est un roman librement inspiré par la chanson éponyme, dont le refrain (« Billie Jean is not my lover / She's just a girl who claims that I am the one / But the kid is not my son ») revient à cinq reprises au fil du récit. Livre polyphonique, il « épate par la découpe de ses phrases » selon Jean-Louis Kuffer. 
«Auteur à succès de La Femelle mystérieuse, le narrateur du livre reçoit une dizaine de lettres d'une Guadeloupéenne, avec laquelle il a eu une brève aventure dix-huit ans plus tôt. En acceptant de revoir cette femme, il espère renouer avec un passé oublié. Poursuivi par le refrain de Billie Jean, il consent bientôt à se soumettre à des tests de paternité et à rencontrer l'enfant dont l'Antillaise lui annonce l'existence. L'espace incertain entre ce qu'il sait et ce qu'il veut croire le hante, comme cette musique qui pénètre la texture même des événements.»

### Le Chien endormi
Plus onirique que les textes précédents, Le Chien endormi (2008) est construit sous forme épistolaire. Lettre à un husky sibérien emporté par un cancer de la prostate, le livre interroge le rapport à l'animal, le métissage et la rencontre. Hommage au VIIIe arrondissement de Paris et à la place Saint-Augustin, le roman reprend la structure d'Effets secondaires, notamment dans l'emploi récurrent du vocatif et son absence de dialogues.

### Bio
Dédié « aux moches, aux mal calibrés » et publié en 2011 chez Gallimard, Bio renoue lui aussi avec certains motifs d'Effets secondaires, notamment l'hypocondrie. Apologie du véganisme et de l'urinothérapie, pratique du feng shui et de la macrobiotique , le roman, pour Bernard Quiriny, « joue sur son côté foutraque et, derrière l'humour, aborde les questions graves de l'existence avec une légèreté qui s'avère être une forme paradoxale d'élégance ». D'après David Caviglioli, « la belle sécheresse du texte et la sincérité du narrateur empêche le récit de sombrer dans le sarcasme anti-écolo » et rappelle « l'hypocondrie comique d'Italo Svevo ». Le roman est classé par L'Obs parmi les douze meilleurs livres de l'année 2011.

### Euphorie
Publié lui aussi chez Gallimard, le livre est composé symétriquement en un roman dans le roman. En retrouvant la dernière infirmière de Jeanne Calment, le narrateur (romancier débutant) décide d'écrire L'Arlésienne, biographie de la célèbre centenaire et chronique d'une maison de retraite. Au fil des rencontres et des confidences, une complicité s'installe entre le jeune écrivain et son inspiratrice. Malgré le déclin physique de celle-ci, le livre verra le jour et, avec lui, une réflexion mi-tendre mi-cynique sur le corps, l'avancée en âge et la féminité.
Pour Dominique Guiou, « on ne sort pas de ce roman sans éprouver un certain malaise. Il y a chez Deroche une délectation morbide devant les exercices de styles que sont la description des atteintes de l'âge, des mutilations dues à la maladie, des ravages causés par des chirurgiens esthétiques sans scrupules ». La thématique parfois glaçante d'Euphorie est toutefois tempérée par l'autodérision du personnage principal et son humour, salués par l'écrivain Jean-Claude Lamy, biographe et confident de Jeanne Calment.

## Thèmes, style et influences
Si le corps, le désir et la fuite du temps apparaissent comme les principaux thèmes des romans de Frank Deroche, les références à la littérature décadente sont, elles aussi, caractéristiques. Auteur d'une thèse de doctorat sur l'esthétique fin-de-siècle, Deroche parle lui-même de ses études comme d'un "rayonnement fossile". S'ils restent discrets, ses clins d'œil au décadentisme sont fréquents. De Barbey d'Aurevilly à Joris-Karl Huysmans, en passant par Jean Lorrain, Villiers de l'Isle-Adam ou Rachilde, les auteurs dits décadents surgissent parfois sous forme de collages ou de greffes, notamment dans Effets secondaires et Euphorie. Romans au je, les textes de Frank Deroche sont, pour Alexandre Gefen, plutôt ceux de la fiction biographique que de l'autofiction. Entre onirisme et ironie, certaines pages sont au carrefour de la prose poétique et de la blague de collégien. Comme le note Baptiste Liger, Bio, par exemple, « passe en quelques lignes d'un humour aussi noir que ravageur à une émotion tout en retenue. » Le ton naïf ou provocateur de certains énoncés étonne, notamment ceux renvoyant au corps, dans sa vitalité ou sa déchéance : le cancer de l'anus dans Bio, ou "Les trois sidéens" dans Euphorie, tableau imaginaire où le kitsch rivalise avec les références à la peinture de la Renaissance. La légèreté et la désinvolture semblent être, pour Deroche, les contrepoints nécessaires à la gravité des motifs qu'il convoque : maladie dans Effets secondaires ou Le Chien endormi, inceste dans La queue du faisan frôle les pivoines, quête d'identité dans Les Paroles de Billie Jean, vieillesse dans Euphorie. La quasi-absence de dialogues au profit du discours indirect est revendiquée, elle aussi, par le romancier. Les interactions entre les personnages passent toujours par le prisme des confessions du narrateur, créant ainsi une connivence plus franche avec le lecteur.

## Publications

### Romans
- Effets secondaires, Paris, Le Dilettante, 2002  (ISBN 978-2842630607)
- La queue du faisan frôle les pivoines, Paris, Le Dilettante, 2003  (ISBN 978-2842630782)
- Les Paroles de Billie Jean, Monaco, Éditions du Rocher, 2007  (ISBN 978-2268061948)
- Le Chien endormi, Monaco, Éditions du Rocher, 2008  (ISBN 978-2268066431)
- Bio, Paris, Gallimard, Blanche, 2011  (ISBN 978-2070131051)[21],[22],[23]
- Euphorie, Paris, Gallimard, Blanche, 2013  (ISBN 978-2070137107)[24]